# Agrostis parsana
Agrostis parsana é uma espécie de gramínea do gênero Agrostis, pertencente à família Poaceae.